# Æon Flux
Æon Flux (psáno též Aeon Flux) je americký sci-fi film z roku 2005, natočený na základě stejnojmenného animovaného seriálu televize MTV. Film režírovala Karyn Kusamaová, která o pět let dříve debutovala snímkem Girlfight. Relativně čerstvá držitelka Oscara (z roku 2003) Charlize Theronová v něm hraje Aeon Fluxovou, tajnou agentku v odboji na Zemi 25. století. Snímek uvedla do amerických kin 2. prosince 2005 společnost Paramount.

## Postavy a obsazení
| Charlize Theronová   | Aeon Fluxová     |
| Marton Csokas        | Trevor Goodchild |
| Jonny Lee Miller     | Oren Goodchild   |
| Sophie Okonedová     | Sithandra        |
| Frances McDormandová | vládkyně         |
| Pete Postlethwaite   | opatrovník       |
| Amelia Warner        | Una Fluxová      |
| Caroline Chikezieová | Freya            |
| Nikolai Kinski       | Claudius         |
| Paterson Joseph      | Giroux           |
| Yangzom Brauen       | Inari            |

## České znění
Společnost Magic Box vydala film v českém znění na VHS a DVD dne 3. července 2006. České znění v překladu Kláry Vagnerové režíroval Jiří Balcárek.
| Postava          | Herec/-ka            | Dabér/-ka          |
| ---------------- | -------------------- | ------------------ |
| Aeon Fluxová     | Charlize Theronová   | Jitka Moučková     |
| Trevor Goodchild | Marton Csokas        | Zdeněk Mahdal      |
| Oren Goodchild   | Jonny Lee Miller     | Petr Rychlý        |
| Sithandra        | Sophie Okonedová     | Hana Krtičková     |
| Giroux           | Paterson Joseph      | Bohdan Tůma        |
| Opatrovník       | Pete Postlethwaite   | Jan Pohan          |
| Freya            | Caroline Chikezie    | Lucie Kožinová     |
| Garret Ord       | Charlie Beall        | Zdeněk Podhůrský   |
| Vládkyně         | Frances McDormandová | Miroslava Součková |
| Una Fluxová      | Amelia Warner        | Klára Jandová      |
| Claudius         | Nikolai Kinski       | Michal Michálek    |